# Patrick Vanden Avenne
Jonkheer Patrick Vanden Avenne (15 februari 1954) is een Belgisch ondernemer en bestuurder. Hij leidt het familiale veevoederbedrijf Vanden Avenne.

## Levensloop
Patrick Vanden Avenne is een achterkleinzoon van Zeno Vanden Avenne, een vlasboer die een handel in granen en meststoffen in Ooigem had opgestart, en een zoon van Walter Vanden Avenne, die het familiaal veevoederbedrijf Vanden Avenne leidde en voorzitter van het Vlaams Economisch Verbond was. De familie Vanden Avenne is naast veevoeder ook actief als spaanplaatfabrikant (Spano) en in graan- en derivatenopslag en diepvriesoverslag.
Hij studeerde rechten en economische wetenschappen aan de Katholieke Universiteit Leuven en behaalde een MBA aan de Stanford-universiteit in de Verenigde Staten. Vanaf de jaren 1980 stond hij samen met zijn broer Harold Vanden Avenne mee aan de leiding van het familiebedrijf. In 2016 kocht hij zijn broer uit en werd hij honderd procent eigenaar van de onderneming.
Bovendien was Vanden Avenne bestuurder van onder meer de KBC Groep, KBC Bank, Gevaert de KU Leuven, de Tsjechische bank ČSOB en verschillende familievennootschappen. Hij was tevens voorzitter van Voka West-Vlaanderen van juni 2007 tot maart 2012, voorzitter van de Belgische mengvoederfederatie BEMEFA en voorzitter van de Europese mengvoederfederatie FEFAC van juni 2010 tot juni 2013.
Net zoals zijn broer Harold huwde hij met een zus van ondernemer Philippe Vlerick. Hij is tevens een schoonbroer van ondernemer Michel Delbaere.